# ريتشارد بورن
ريتشارد بورن (بالإنجليزية: Richard Bourne)‏ (9 ديسمبر 1954 في المملكة المتحدة - ) هو لاعب كرة قدم بريطاني في مركز الدفاع. لعب مع كولتشستر يونايتد ورامزغيت ‏ ونادي باث سيتي ونادي ويموث.